# اللجنة العربية لحقوق الإنسان
اللجنة العربية لحقوق الإنسان، منظمة غير حكومية مستقلة تناضل لحماية حقوق الإنسان والحريات الأساسية في العالم العربي. تأسست اللجنة العربية في 17 يناير (كانون الثاني) 1998 من خمسة عشر نشيطا لحقوق الإنسان من مختلف البلدان العربية

## أهدافها
تهدف اللجنة لحماية حقوق الإنسان والحريات الأساسية في العالم العربي بعيدة عن أي انتماء حزبي أو مذهبي أو اثني، تعتمد اللجنة في مبادئها على الشرعة الدولية والمواثيق الأساسية لحقوق الإنسان وبشكل خاص الإعلان العالمي لحقوق الإنسان، العهد الدولي الخاص بالحقوق المدنية والسياسية والعهد الدولي الخاص بالحقوق الاجتماعية والاقتصادية والثقافية.
وهي منظمة إقليمية الإطار عالمية المبادئ، تحرص على استقلاليتها الكاملة عن أي انتماء سياسي كما وتفتح باب التعاون مع كل المواطنين المخلصين لقضية حقوق الإنسان دون توظيف حزبي. تضع اللجنة نصب أعينها تنشيط ثقافة حقوق الإنسان والدفاع عن الحريات الأساسية وحماية ضحايا الانتهاكات في العالم العربي بغض النظر عن الجنس أو اللون أو اللغة أو الدين.
إن العمل الأساسي للجنة يقوم على مناهضة انتهاكات حقوق الإنسان بالنضال المباشر لوقفها وعلى خلق حالة وعي عامة لشجبها وتأييد الحريات والحقوق. أما أعضاء اللجنة فهم أفراد عرب وغير عرب معروفين بإخلاصهم لمبادئ الحقوق الإنسانية ونضالهم من أجلها. يتبع طلب الانتساب إلى اللجنة دراسة جدية لوضع المنتسب ومدى التزامه وعطائه للمثل التي تدافع عنها. فالأساس في الانتساب هو العمل والمشاركة النوعية وليس التجميع الكمي.

## أعضاء اللجنة
تتكون أمانة اللجنة العربية لحقوق الإنسان الحالية من 15 شخصا:
- الدكتورة فيوليت داغر (لبنان)، الرئيسة
- الدكتور محمد السيد سعيد (مصر)، مستشار عام
- المهندس سعد عبد الرحمن (الجزيرة العربية)
- الدكتور منصف المرزوقي (تونس)
- السيد خليل أبو شماله (فلسطين)
- السيد عبد الرحيم صابر (المغرب)
- السيد ناصر الغزالي (سورية)
- المحامي مصطفى الحسن (مصر)
- السيدة زينه العربي (سورية) محاسبة
- السيد عمر المستيري (تونس)
- المحامي بشير الصيد (تونس)
- المحامي سفيان شويطر (الجزائر)
- السيدة عزة مروة (لبنان)
- المحامي نجيب الحسني (تونس)
- الدكتور هيثم مناع (سورية)